# خوسيه دياز فيريرا
خوسيه دياز فيريرا (بالبرتغالية: José Dias Ferreira‏) هو كاتب وسياسي برتغالي، ولد في 30 نوفمبر 1837 في البرتغال، وتوفي في 8 سبتمبر 1909 في البرتغال. انتخب وزير.